# De Vijf Koppen (rondeel)
De Vijf Koppen (Maastrichts: De Vief Köp), ook wel De Drie Duiven genoemd, is een laat-15e-eeuws, begin-16e-eeuws rondeel in de zogenaamde Nieuwstad in het Maastrichtse Jekerkwartier. Samen met het nabije rondeel Haet ende Nijt vormde De Vijf Koppen een uitbreiding van de oorspronkelijk laat-13e-eeuwse tweede stadsomsluiting van Maastricht. Beide rondelen zijn rijksmonumenten en zijn beeldbepalende onderdelen van het Stadspark Maastricht.

## Naamgeving
Het rondeel was aanvankelijk, zoals de meeste vestingwerken, naamloos. Het werd aangeduid met omschrijvingen als "de nouwen toern in de Nouwestat bij de Maes" ("de nieuwe toren in de Nieuwstad bij de Maas") (1528). In de 17e eeuw werden de namen "die Duive" of "de Drie Duiven" gebruikt, naar een nabije herberg. Mogelijk verwijst deze naam tevens naar de drie Jekertakken die hier samenkomen. In 1638, na het mislukte Verraad van Maastricht, werden hier de afgehakte hoofden van de vijf hoofdverdachten op een staak tentoongesteld. Wanneer de naam De Vijf Koppen in zwang kwam, is niet bekend. Wellicht gebeurde dit pas eind 19e eeuw, toen onder invloed van het groeiend rooms-katholiek zelfbewustzijn en anti-Hollandse sentimenten, gepleit werd voor rehabilitatie van de 'verraders' (zie ook Pater Vincktoren). In 1815 spreekt men nog van het "bastion Papiermolen", naar de nabije papiermolen Het Ancker, tegenwoordig meestal aangeduid als Pesthuys.

## Geschiedenis

### Bouw tweede enceinte

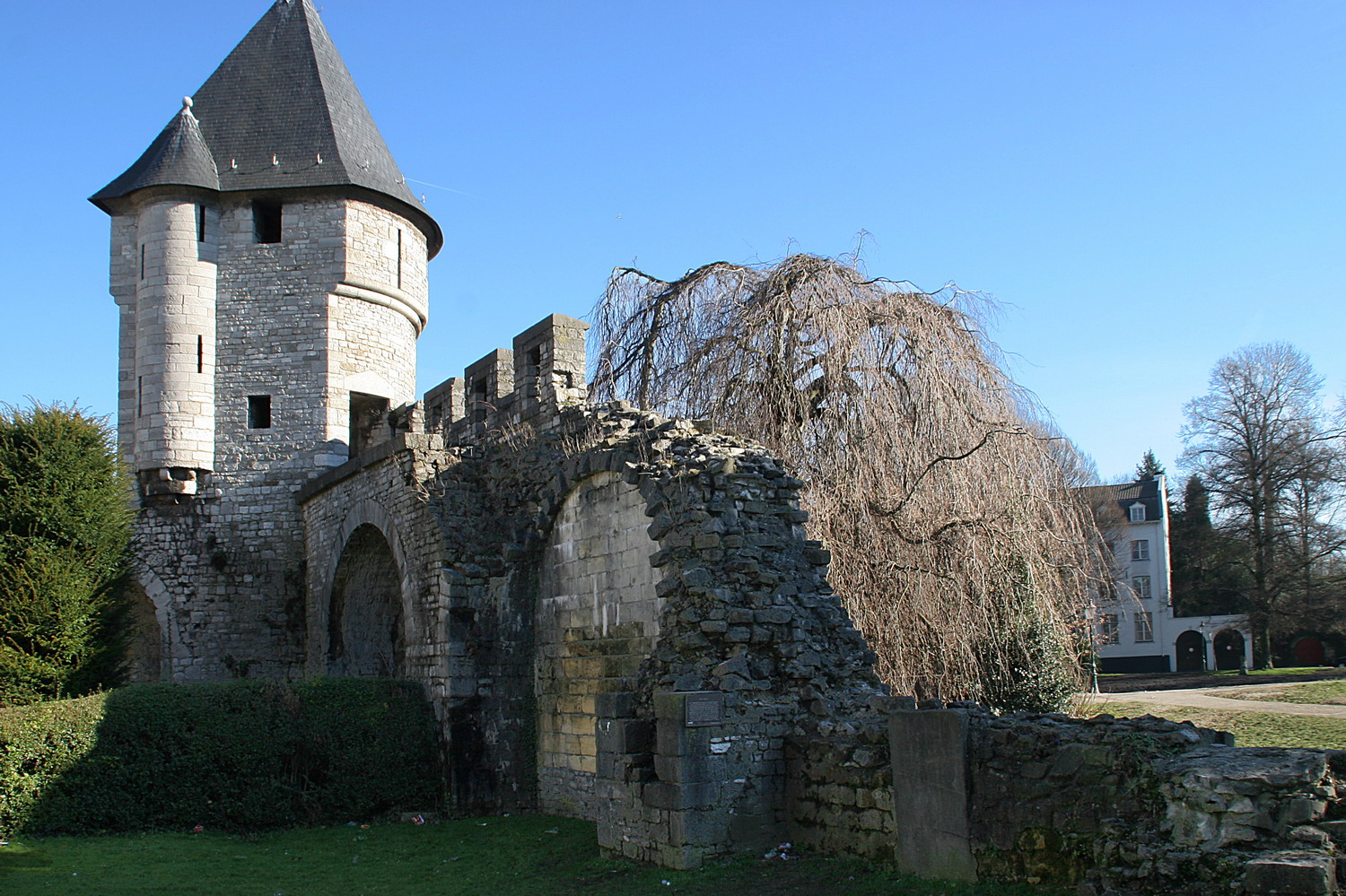
Muurrestant bij Pater Vincktoren

Nadat de eerste stadsmuur uit het tweede kwart van de dertiende eeuw al na enkele decennia te krap bleek, besloot men vanaf circa 1294 de langs de uitvalswegen ontstane voorsteden binnen een nieuw te bouwen enceinte (stadsomsluiting) te brengen. De nieuwe omsluiting werd in 1380 in gebruik genomen, hoewel er nog tot circa 1500 aan gebouwd werd. De tweede stadsmuur op de linker Maasoever had een lengte van 4,4 km, inclusief ca. 900 m van de eerste muur, voornamelijk langs de Maas. De hoogte varieerde van 6 tot 9 m. Er kwamen vijf nieuwe land- of veldpoorten en twee waterpoorten. Daarnaast bleven de bestaande Maaspoorten in functie, en tot aan het einde van de 15e eeuw ook de Helpoort.
De zuidelijke Helpoort, deel van de eerste enceinte, bleef aanvankelijk gewoon in gebruik als stadspoort, omdat de nieuwe stadsmuur nabij de Pater Vincktoren werd aangesloten op de bestaande muur richting de Maas. De tweede stadsmuur omsloot in eerste instantie dus niet de Nieuwstad. Dit drassige gebied buiten de Helpoort was gelegen op grondgebied van de Luikse heerlijkheid Sint Pieter, reden waarom de enceinte hier niet kon worden uitgebreid.

### Eerste omwalling Nieuwstad
Aan de zuidzijde van de stad fungeerde een tak van de Jeker als gracht. Rond het midden van de 15e eeuw had het riviertje, vanouds de grens tussen het Brabantse en Luikse gebied, zich enkele tientallen meters zuidwaarts verplaatst, waardoor het Nieuwstad-gebied alsnog binnen de omsluiting van de stad gebracht kon worden. Waarschijnlijk omstreeks 1456 werd tussen de Sint-Pieterspoort en de Pater Vincktoren een nieuwe wal aangelegd met een bolwerk en een gracht. De bouw van bolwerken vond in de 15e eeuw ook elders in de vesting plaats, waarbij het Schonenvaardersbolwerk na 1528 als laatste werd voltooid. In 1457 was het werk al gereed want toen werd al gesproken van het "nuwe bolwerck beneden tegen den Ancker tsint Peter". In de raadsverdragen van 1465 werd het aangeduid als "het grote nieuwe stenen bolwerk te Hoogbrugge tegenover Sint-Pieter". Binnen het nieuw omwalde gebied van de Nieuwstad werd omstreeks 1471 het "sieckhuyss" of pesthuis gebouwd (niet het huidige Pesthuys).

### Uitbreiding omwalling Nieuwstad
Ondanks de verbeterde situatie aan de zuidzijde van de stad, bleek de Nieuwstad tijdens de Luikse Oorlogen (1465-68) toch een zwakke schakel in de verdediging van Maastricht. De rebellerende Luikenaren onder leiding van Raes van Heers hadden zich gekeerd tegen prins-bisschop Lodewijk van Bourbon, een Bourgondiër, en dreigden het pro-bisschoppelijke Maastricht te bezetten. Vooruitlopend op een mogelijke belegering verwoestten de Maastrichtenaren het dorp Sint Pieter en het eveneens buiten de zuidelijke wal gelegen begijnhof. Lodewijk van Bourbon verordonneerde dat Sint Pieter nooit meer op deze plek herbouwd mocht worden, een besluit dat door zijn schoonbroer, de Bourgondische hertog Karel de Stoute, werd bekrachtigd.
Toen ondanks alle verboden Sint Pieter toch herbouwd werd, nam de stad in 1486 het recht in eigen handen en annexeerde een deel van de heerlijkheid. Daarmee kwam de weg vrij voor nieuwe, meer zuidwaarts gelegen fortificaties. Begin maart 1486 begon de bouw van een nieuwe aarden wal met gracht tussen de Sint-Pieterspoort en de Maas, een werk dat in elk geval vóór augustus 1490 (waarschijnlijk eerder) was afgerond. In de nieuwe fortificaties was ten minste één aarden bolwerk opgenomen, ter plaatse van het latere Haet ende Nijt.

### Vernieuwing rondelen
In de periode 1505-11 raakten de aarden wal en het bolwerk beschadigd door overstromingen van de Jeker. Wellicht werd om die reden besloten de gehele wal te verstenen. Op 29 mei 1515 begonnen de werkzaamheden en waarschijnlijk in 1517 was het nieuwe werk, inclusief twee torens, gereed.
Omstreeks het midden van de 16e eeuw bevond zich aan de stadszijde van het rondeel een kat of cavalier. Rond diezelfde tijd werden de aanvankelijk holle torens volgestort met aarde, waardoor de huidige massieve rondelen ontstonden. Eveneens rond 1550 werden er kazematten in het rondeel gerealiseerd, waarin geschut kon worden opgesteld. Dit waren twee boven elkaar gelegen onderkomens, van waaruit flankerend vuur gegeven kon worden. Later, in de 18e en 19e eeuw, werden de kazematten als kruitmagazijn gebruikt en in de Tweede Wereldoorlog was hier zelfs een schuilkelder. In 1578 werd een geschutplatform aan de voet van het rondeel aangelegd, dat in 1792 werd afgebroken.
In de 17e en 18e eeuw dijden de buitenwerken van de vesting steeds verder uit, waardoor de rondelen vanaf de veldzijde steeds meer aan het oog onttrokken werden. Voor De Vijf Koppen lagen eind 18e eeuw het bastion Nassau Weilberg en het lunet Sint Pieter, en verder naar het zuiden het kroonwerk Hessen.

### Ontmanteling vesting en openstelling rondeel
Door het graven van het Kanaal Luik-Maastricht in 1845-50 verdween in 1847 het zgn. 'kleine parkje', gelegen tussen de Onze-Lieve-Vrouwewal en de noordelijke uitloop van de Jeker. Het kanaal liep langs De Vijf Koppen, maar kreeg naar het westen toe een verbreding in de vorm van een zwaaikom in de bestaande Zwanengracht. De zuidelijkste tak van de Jeker stond in open verbinding met de Zwanengracht en dus met het kanaal. Hieraan kwam een eind toen in 1883-1885 een dam naar de geplande Poort Waarachtig werd aangelegd, de latere Sint Pieterskade.
Na de opheffing van de vestingstatus op 29 mei 1867 werd de vesting Maastricht in opdracht van het Ministerie van Oorlog ontmanteld, waarna de gronden werden overgedragen aan de Dienst der Registratie en Domeinen voor verdere sloop en herbestemming. De overgebleven stadspoorten, die onder de zeggenschap van het gemeentebestuur vielen, werden tussen 1867 en 1870 als eerste afgebroken. De geleidelijke afbraak van de stadsmuren ging nog door tot de jaren 1930. Door toedoen van Victor de Stuers en anderen bleven hier en daar delen van de eerste en tweede omsluiting gespaard, zoals de Helpoort en omgeving, en ook de ommuring van de Nieuwstad.
Een deel van het vrijgekomen terrein werd bestemd voor de aanleg van het Stadspark naar een ontwerp van de Belgische tuinarchitect Liévin Rosseels. In 1888 werden de vestingwerken van de Nieuwstad opengesteld voor wandelaars. De Zwanengracht bij De Vijf Koppen werd ingericht als vijver met een fontein. In 1887-88 werd een nieuwe straat aangelegd tussen Haet ende Nijt en De Vijf Koppen. Daartoe werd de courtine tussen beide rondelen doorbroken en een neogotische poort opgericht (Poort Waerachtig). In 1906 verdween een groot deel van de muur, inclusief waterpoort, tussen De Vijf Koppen en de Jekertoren, in verband met de aanleg van de buurtspoorlijn O.L.V.-wal - Vroenhoven. In 1911 werd de verhoging van het rondeel afgegraven. In de jaren 1960 werd het bovenvlak verder afgegraven en geplaveid met tegels en Maaskeien. Bij die gelegenheid werden enkele zitbanken geplaatst. In de vijver rondom het rondeel werd in 1973 een grote fontein geplaatst, die voor 70.000 gulden was aangekocht van de Floriade 1972 in Amsterdam. De fontein wordt aangedreven door tien waterpompen en aangelicht door veertig schijnwerpers. Het variabele spel van de waterstralen herhaalt zich na enkele minuten.

### Recente geschiedenis
In de zomer van 2018 werden restauratiewerkzaamheden uitgevoerd aan de courtinemuur tussen de beide rondelen. In november 2018 werd een replica van de houten staak, waarop in 1638 de vijf afgehakte hoofden van de terechtgestelden werden tentoongesteld, geplaatst op het rondeel. De replica werd door het restauratiebedrijf Schakel & Schrale (Koninklijke BAM Groep) naar een oude tekening vervaardigd en aan de stad aangeboden. Op een informatiebord wordt uitleg gegeven. Eerder werd hier al een replica van een affuit met een gietijzeren kanon geplaatst.
Op 24 maart 2019 stortte een deel van de stadsmuur bij De Vijf Koppen in. Het muurdeel werd gestut en afgesloten voor het publiek. Ook het rondeel zelf moest worden beveiligd. Na onderzoek was de conclusie dat vocht tussen de mergelstenen binnenwand en de hardstenen buitenwand, plus jaren van erosie en slijtage, gecombineerd met de hoge druk van het grondpakket achter de muur, de instorting hebben veroorzaakt. Op 4 april 2025 werd de herstelde stadsmuur officieel geopend. Ongeveer de helft van de muur is in oude staat teruggebracht. Voor het herstel zijn ruim 2500 natuurstenen uit de constructie gehaald. 250 van die stenen zijn vervangen door nieuwe exemplaren, de rest is op de oude plek teruggezet. De hele hersteloperatie heeft tien miljoen euro gekost.

## Cultuurhistorisch erfgoed
De laatmiddeleeuwse vestingwerken van de Nieuwstad zijn voor een deel ongeschonden bewaard gebleven en vormen sinds 1966 een rijksmonument. Van de 18e-eeuwse buitenwerken in deze omgeving is niets bewaard gebleven.

### Veldzijde

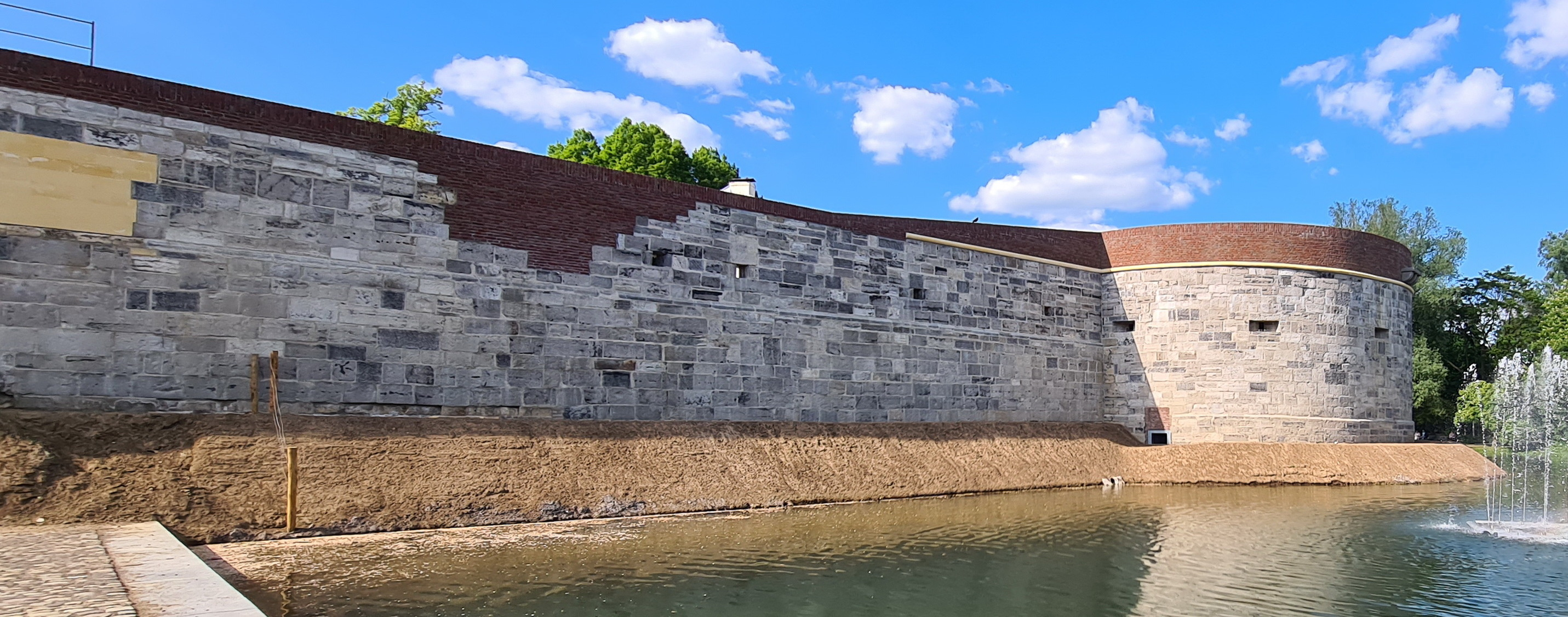
Gerestaureerde courtinemuur en rondeel met herstelde aarden wal (2025)

Tot voor kort (2023) was het rondeel De Vijf Koppen een min of meer massief bouwwerk, opgevuld met puin en aarde. Ter versteviging – en om een oudere situatie te herstellen – heeft men aan de veldzijde (parkzijde) een lage aarden wal tegen de rondeelmuren en de aansluitende courtinemuur opgeworpen. Het iets meer dan halfrond uitgebouwde rondeel heeft een doorsnede van circa achttien meter en is bekleed met regelmatige blokken Naamse steen. Onder de hardstenen bekleding bevindt zich een muurlichaam van mergelsteen. De lage borstwering is van baksteen. De gebeeldhouwde fries langs de buitenrand die te zien is bij Haet ende Nijt, ontbreekt bij De Vijf Koppen. Een bres in de muur op het oosten is gerepareerd met bakstenen. Hier bevindt zich ook een gegraveerde Naamse steen met twee gekruiste kanonslopen en twee kogels. Naar het zuidoosten gericht zijn drie kraagstenen te zien die ooit een mezenkooi droegen.

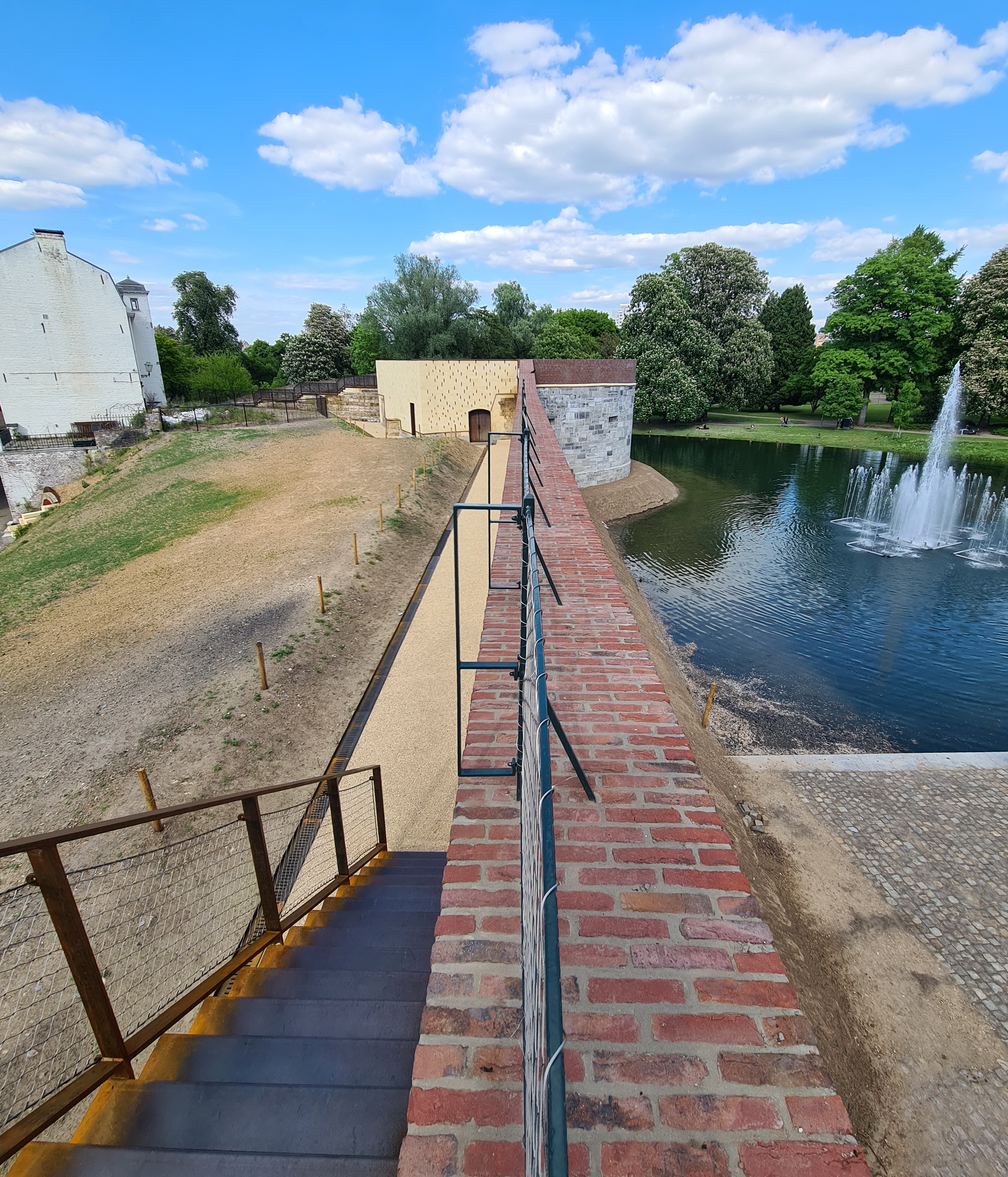
De Vijf Koppen vanaf de courtinemuur (2025)[noot 4]
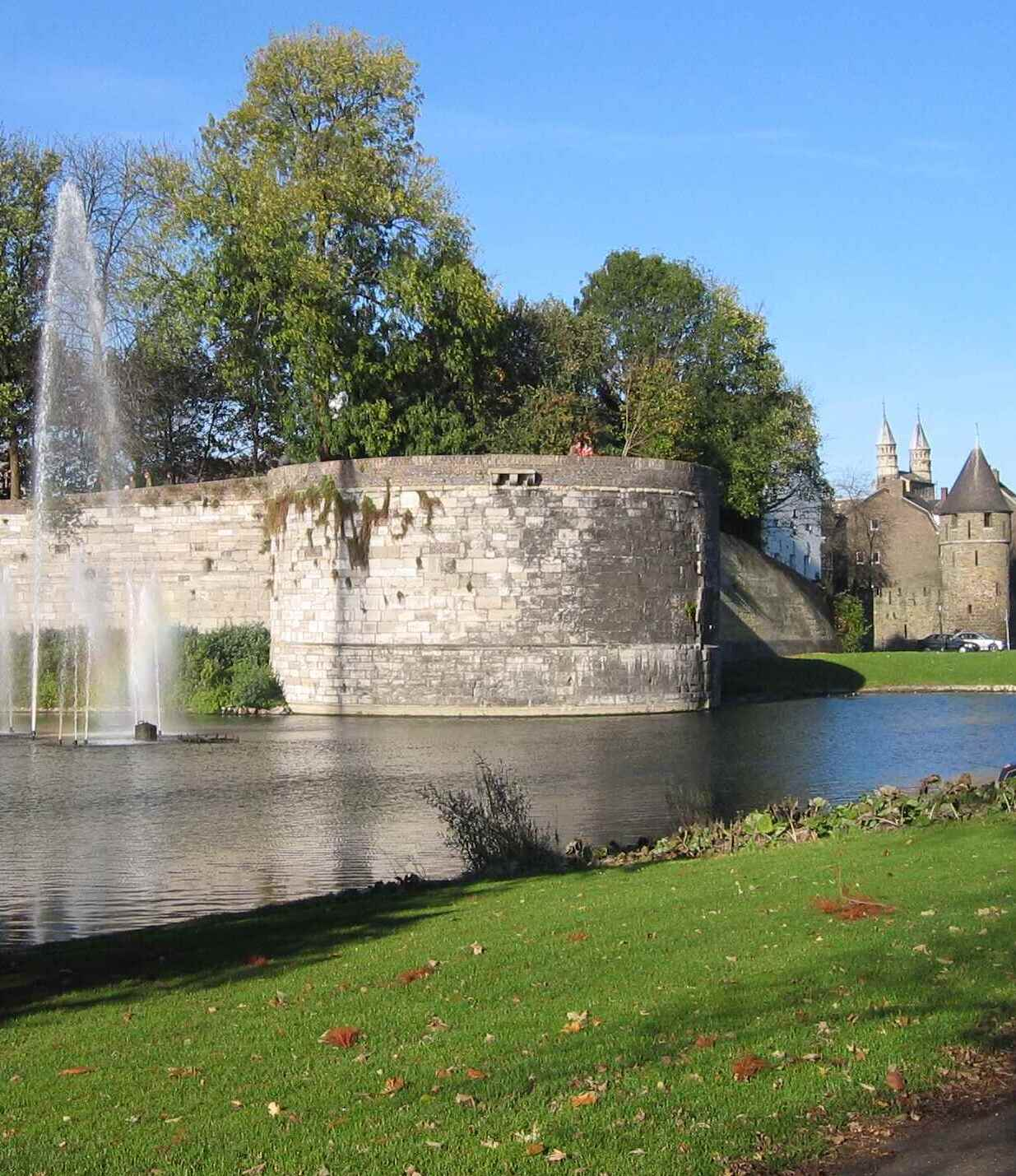
Rondeel, vijver en fontein vanuit het Stadspark
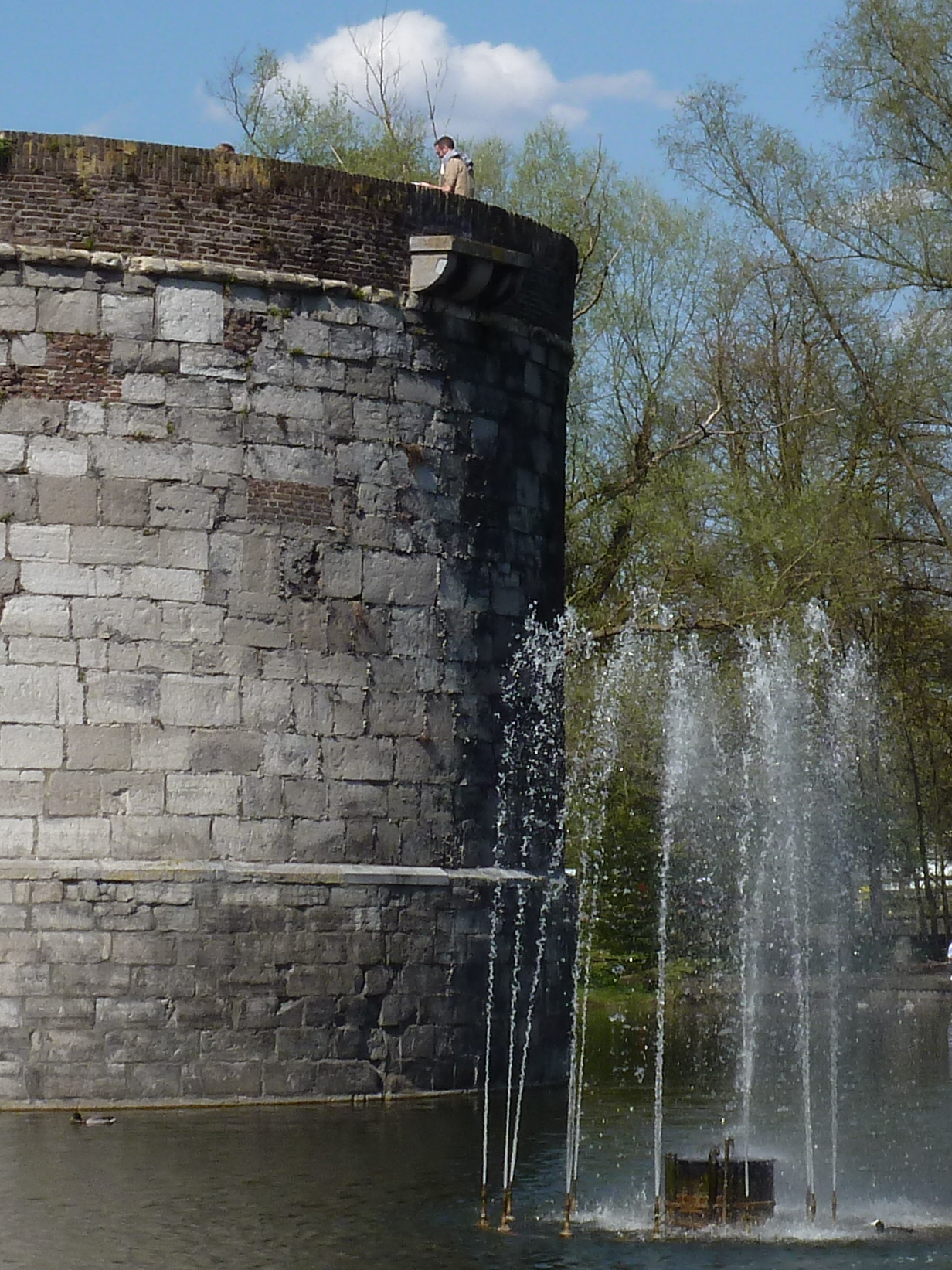
Detail rondeelmuur en fontein
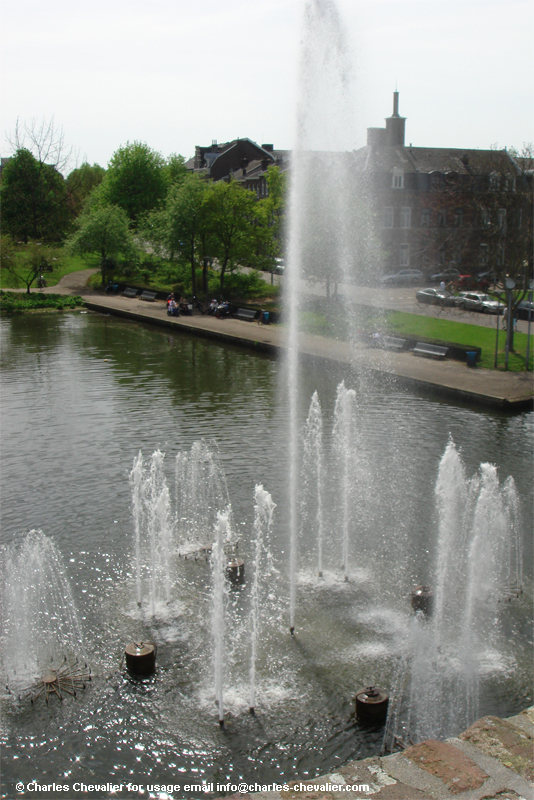
Zicht op de fontein vanaf het rondeel

### Stadszijde

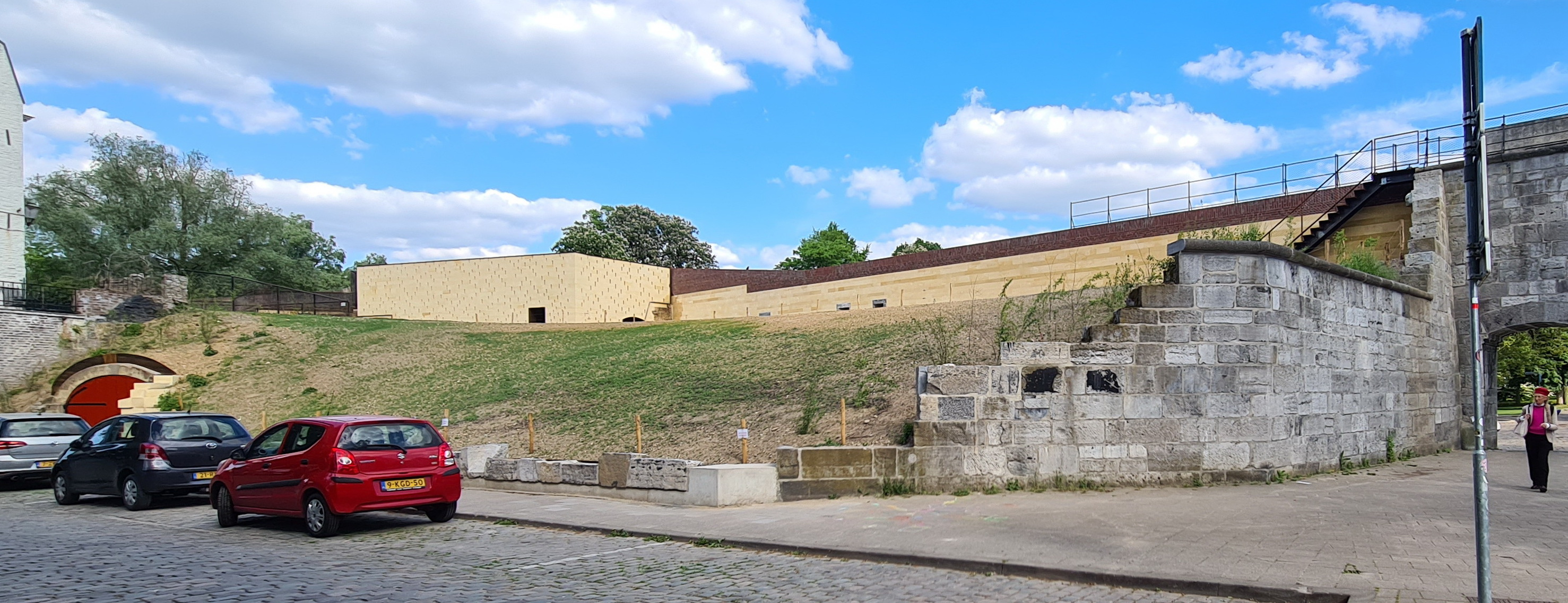
Stadszijde met verlaagde berm (2025)

Het rondeel is vanaf de stadszijde toegankelijk vanaf de straat Vijfkoppen. De tussen het rondeel en de Poort Waerachtig aanwezige berm werd pas in 1975 opgeworpen en is bij de recente restauratie aanzienlijk verlaagd. Een voetpad leidt omhoog langs de mergelstenen keelmuur van het rondeel. Via een ander pad met trappen bereikt men het platform bovenop het rondeel. Voor de restauratie van 2023-2025 stond hier een kanon. Het kanon werd in 1874 bij de Lindenkruispoort opgegraven, stond aanvankelijk bij de Pater Vincktoren en werd in 1942 naar deze locatie verplaatst. De huidige verblijfplaats is onbekend. Vanaf 2018 stond op het rondeel tevens een kopie van het houten staketsel waar in 1636 de hoofden van de vijf hoofdverdachten op gespietst waren. Anno 2025 is het platform eenvoudig ingericht met twee soorten plaveisel (hout en staal) en twee minimalistisch vormgegeven zitbanken, waarvan er eentje een inscriptie in het Maastrichts draagt: "Loup nao de Vief Köp" (loop naar de Vijf Koppen = loop naar de pomp).

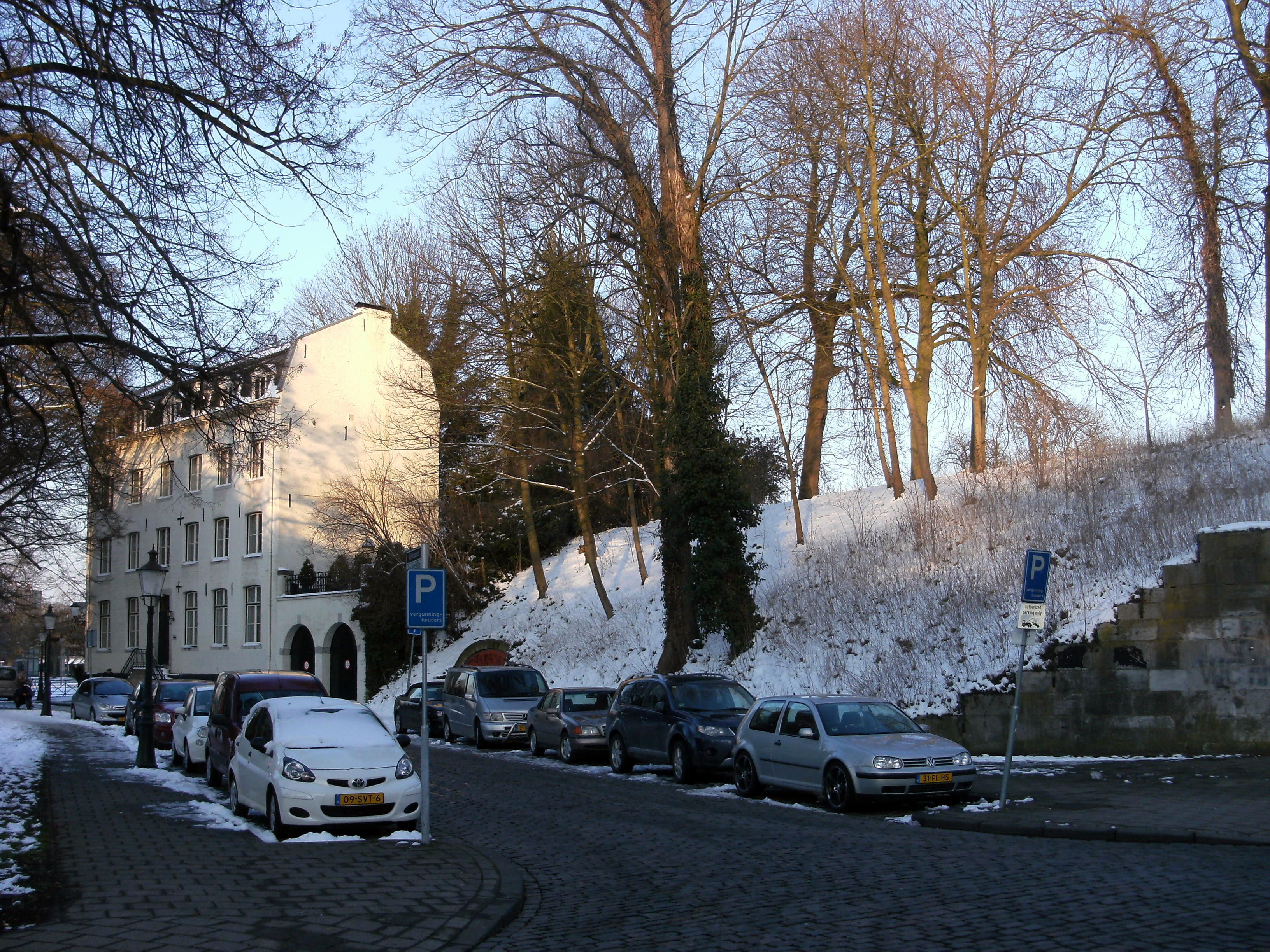
Stadszijde rondeel en courtine met hoge berm (vóór 2023)
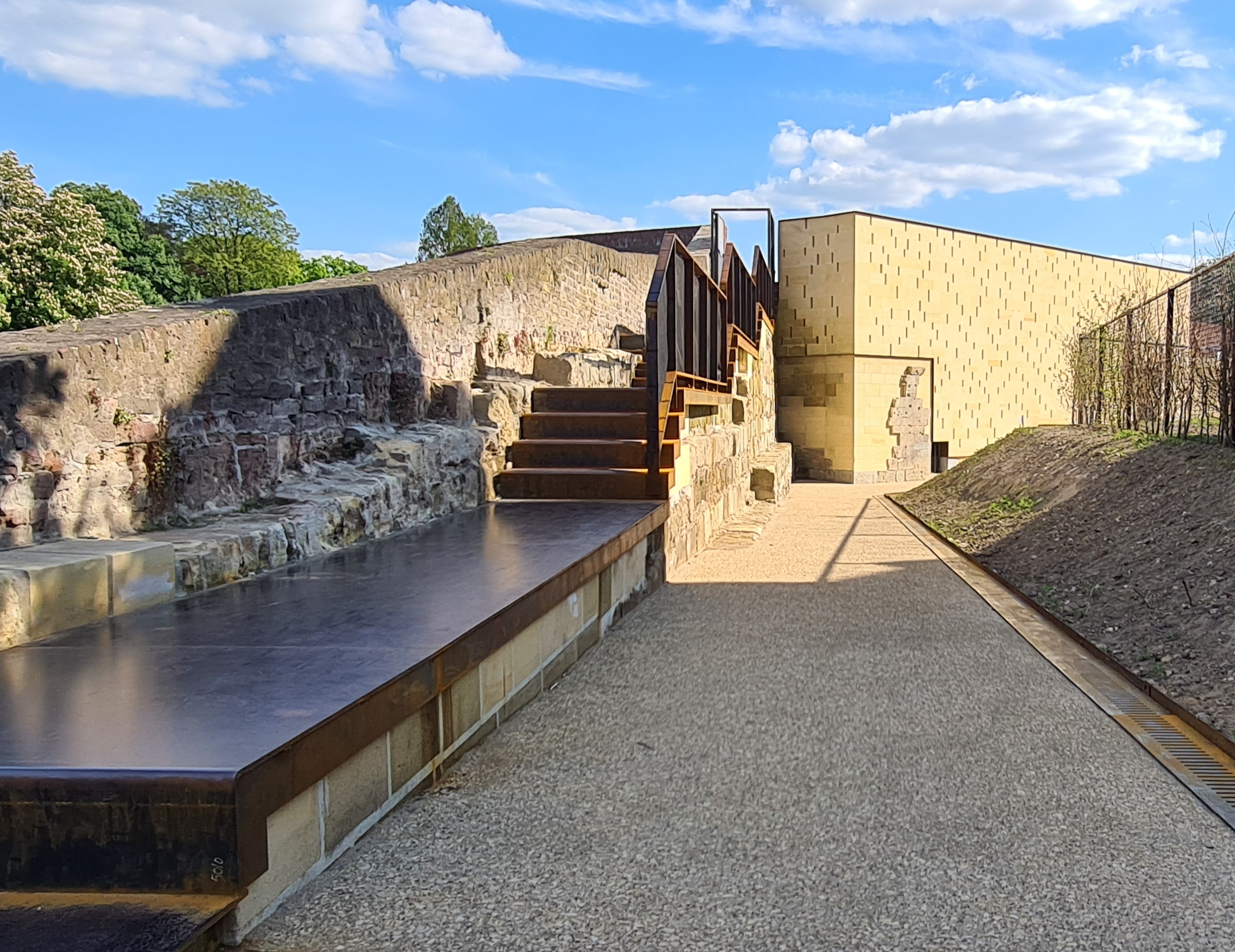
Voetpad naar keel; trap naar platform (anno 2025)
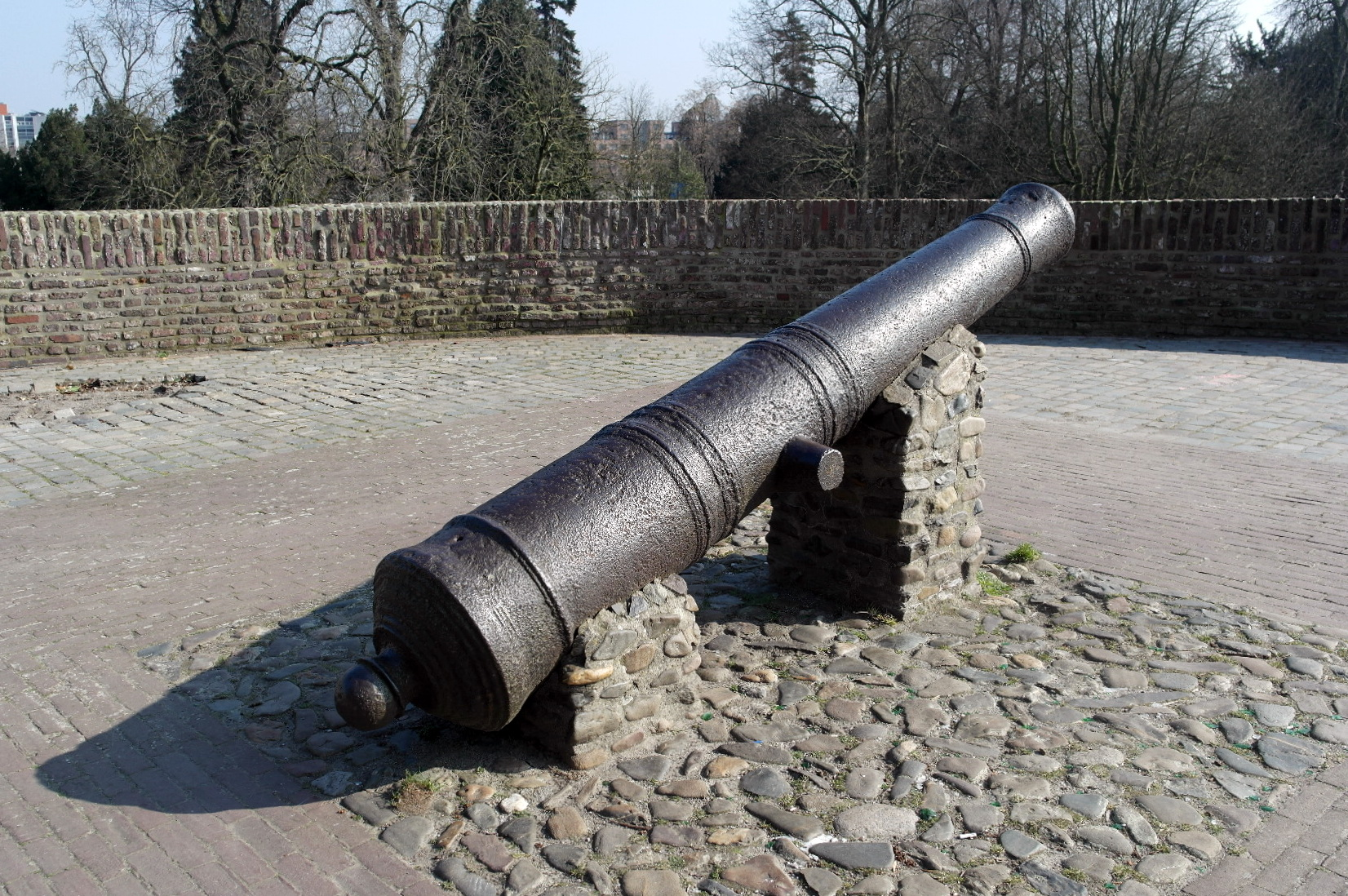
Kanon op het rondeel (vóór 2023)
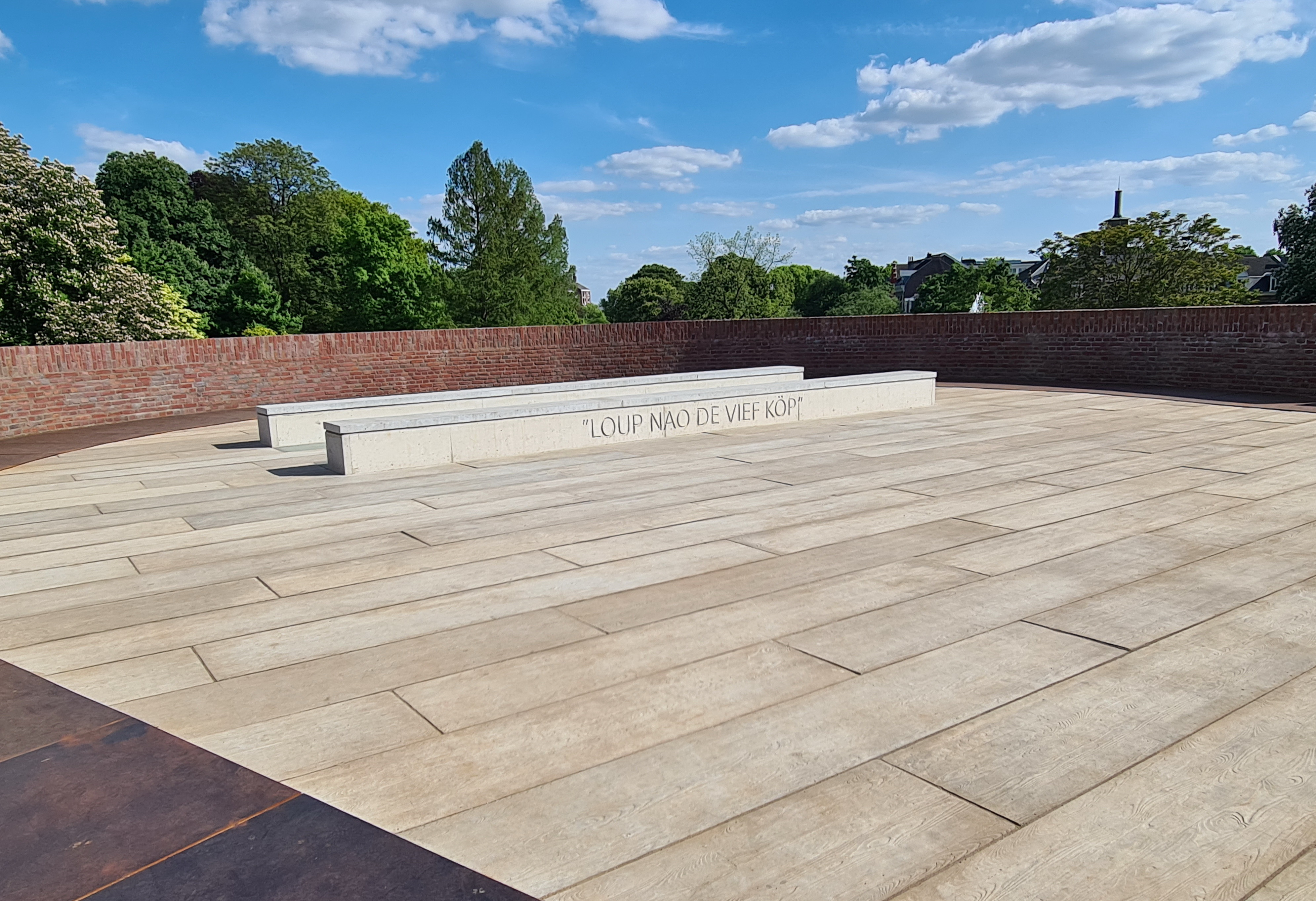
'Leeg' platform met zitbanken (anno 2025)

### Kazematten
Van de twee boven elkaar gelegen kazematten was tot 2023 alleen de onderste bekend. Deze is 13,5 m lang, 2 m breed en ca. 2 m hoog. De geknikte toegangsgalerij is 32 m lang en de toegang tot deze gang bevindt zich rechts naast het huis Vijf Koppen 2 (rode poort). Het bestaan van de bovenste kazemat werd vermoed, maar deze is op een bepaald moment met aarde opgevuld. Bij de restauratie van 2023-2025 is de kazemat permanent vrij gelegd en gerestaureerd. Glasplaten in het plafond en een geperforeerde cortenstalen afscheidingswand zorgen voor daglichttoetreding. De kazemat is op bepaalde tijden toegankelijk.

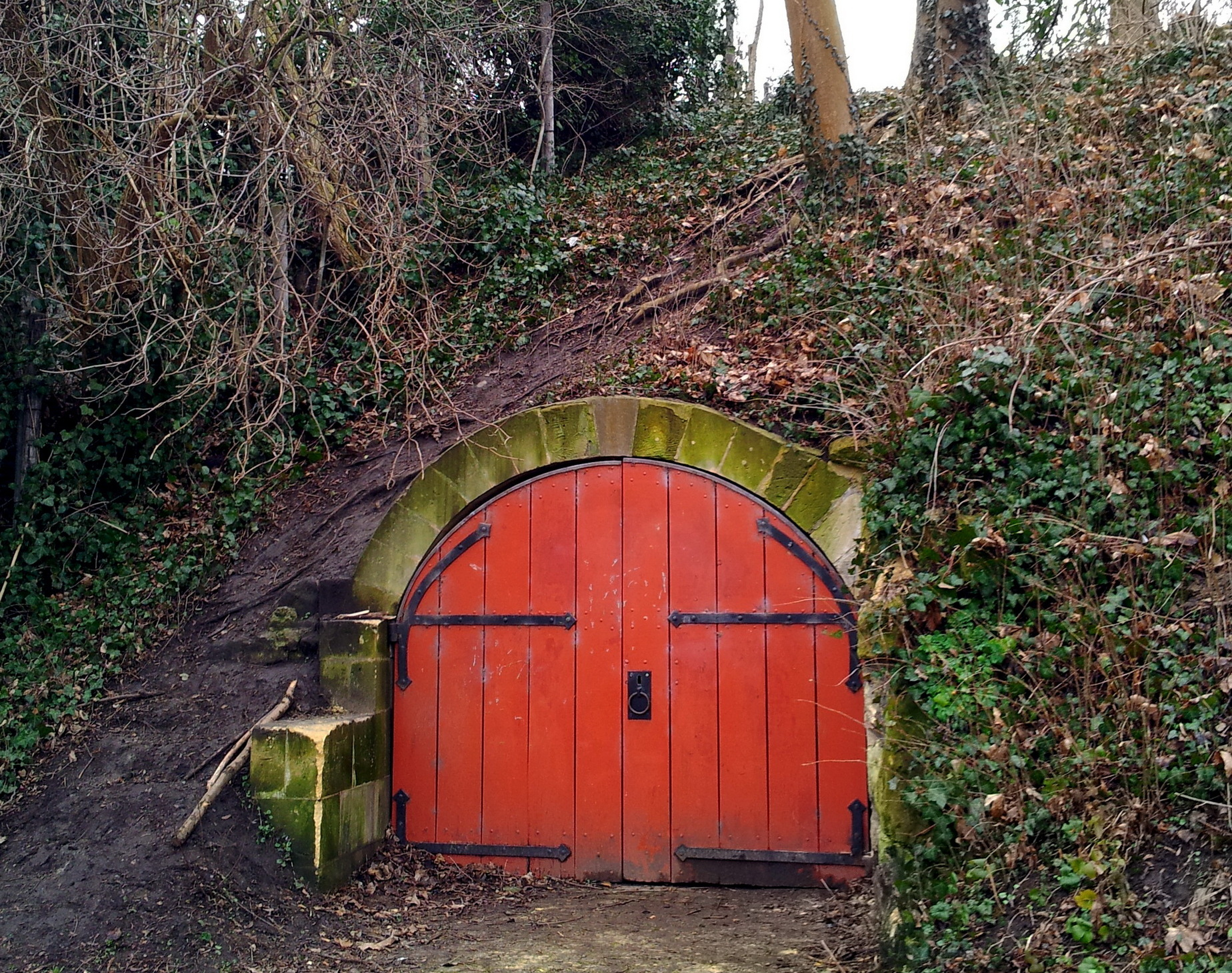
Ingang onderste kazemat
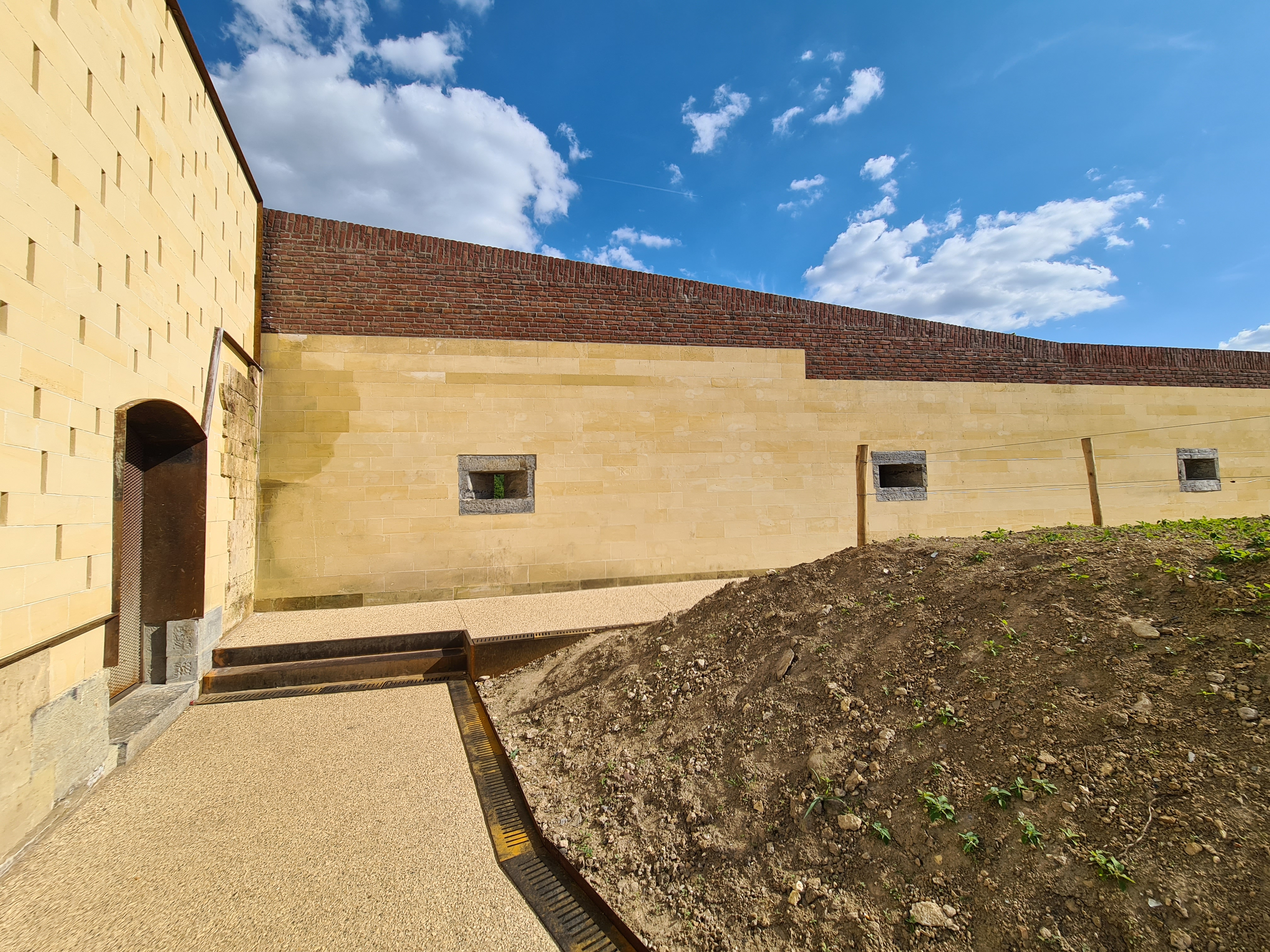
Ingang bovenste kazemat (links)
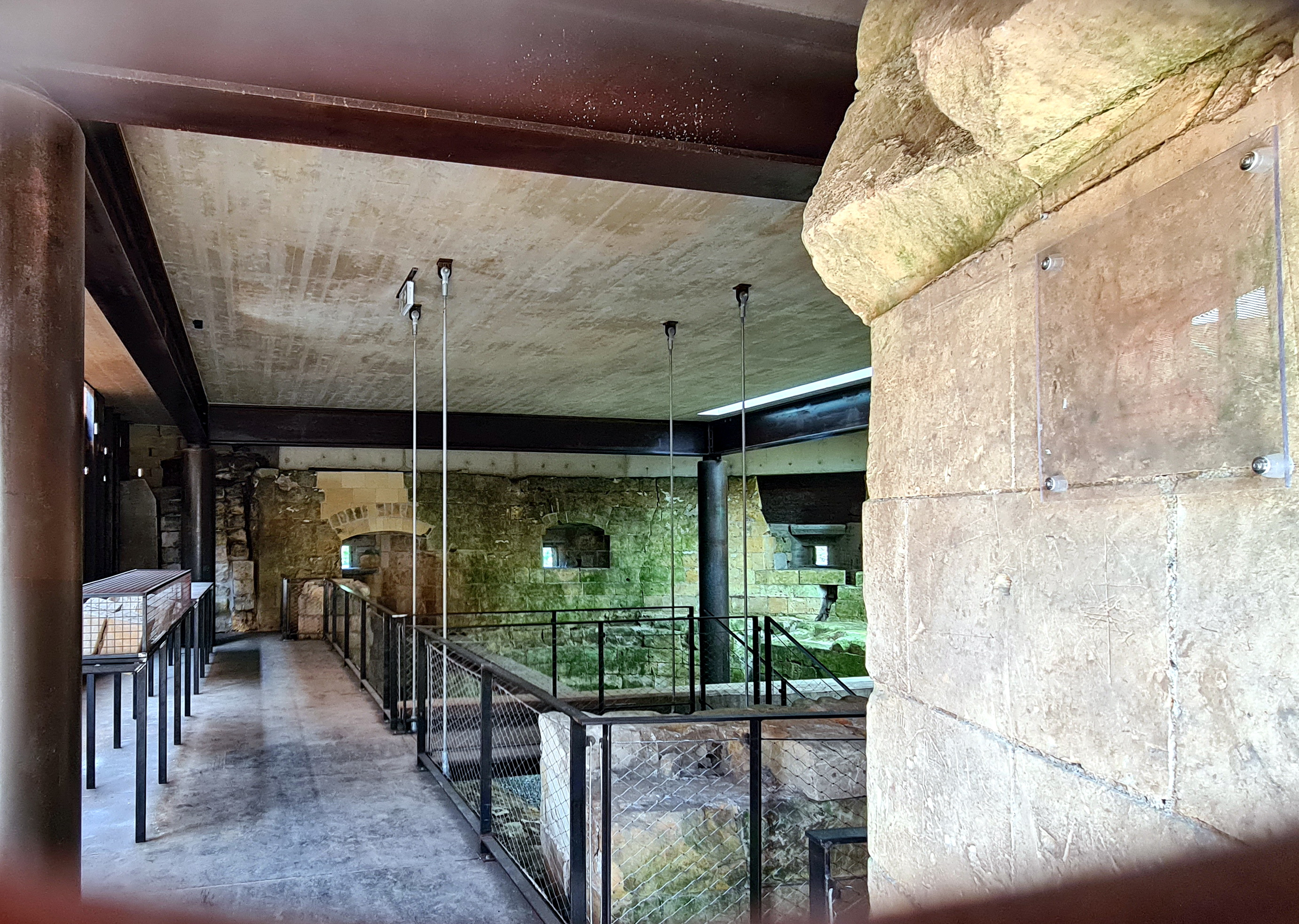
Bovenste kazemat, vanaf de entree
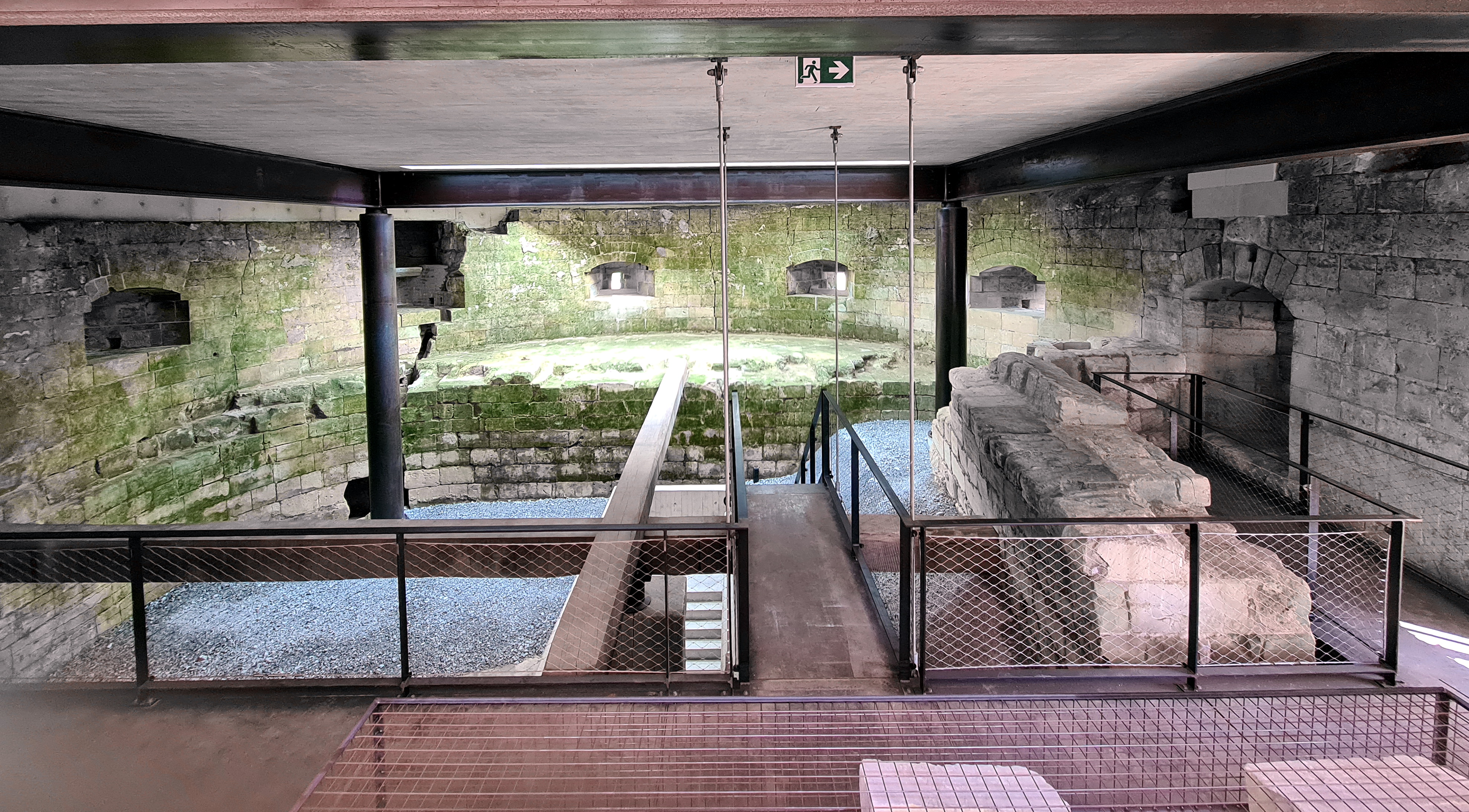
Idem, vanuit het noorden

## Trivia
- De Vief Köp was ook de spotnaam voor het Comité van Vijf, een groep notabelen die in de jaren 1930 het Maastrichtse carnaval nieuw leven trachtte in te blazen met onder andere de Boonte Störrem-optocht en de sleuteloverdracht op het stadhuis.[31]